# Sonja Sekula
Sonja Sekula, también conocida como Sonia Sekula, (Lucerna, 8 de abril de 1918 – Zúrich, 25 de abril de 1963) fue una artista suiza vinculada al movimiento expresionista abstracto, notable por su actividad como lesbiana reconocida en el mundo del arte de Nueva York durante la década de 1940 y principios de los cincuenta.

## Trayectoria
Sekula nació de una madre suiza, Berta Huguenin (1896–1980), y de un padre húngaro filatelista, Béla Sekula (1881–1966). Vivió en Estados Unidos desde 1936 a 1955. Estudió en el Sarah Lawrence College y conoció a los artistas surrealistas en el exilio en Nueva York durante 1942.
Conoció a André Bretón y a otros surrealistas europeos a principios de los años cuarenta y viajó a México a mediados de la década, donde entra en contacto con Frida Kahlo y Leonora Carrington. Más tarde, recorrió el Noroeste de Estados Unidos y descubrió la imaginería de los pueblos nativos. En sus lienzos, los símbolos primitivos se mezclan con densos patrones decorativos, un colorido intenso y una postura visual particular. Para algunos críticos, el arte de siglo oculta un simbolismo relacionado con su lesbianismo. En esos años, su trabajo gozó de buena fortuna crítica. Además de incluir su obra en exposiciones individuales, en 1946 Peggy Guggenheim le dedicó una exposición. Dos años más tarde, Sekula se unió a la galería Betty Parsons, que le dedicó cinco exposiciones individuales entre 1948 y 1957.
El 25 de abril de 1963 se ahorcó en su estudio en Zúrich tras muchos años de problemas de salud mental. Está enterrada en St. Moritz como había pedido en una carta a su madre.
Sus trabajos se hallan expuestos, entre otros, en el Museo de Arte Moderno de Nueva York (MOMA).

## Exposiciones
- 1943 - The Exhibition by 31 Women, galería de arte de Peggy Guggenheim Art of this Century, Nueva York.[5][4]
- 1948 - Betty Parsons Gallery, Nueva York.
- 1953 - Exposición colectiva "Nueve mujeres pintoras", Bennington College, Bennington, Vermont
- 1957 - Galerie Palette, Zúrich, Suiza.
- 1996 - Kunstmuseum Winterthur, Suiza.
- 1996 - Sonja Sekula (1918–1963): una retrospectiva, Swiss Institute, Nueva York, Estados Unidos.[6]
- 2016 - "Sonja Sekula, Max Ernst, Jackson Pollock & Friends", Kunstmuseum Luzern, Suiza.
- 2017 - Sonja Sekula: A Survey, Peter Blum Gallery, Nueva York.[7]